# Talking Heads
Talking Heads je bio američki novovalni sastav.
Sastav je osnovan 1974. na Rhode Island School of Design. U školi su se upoznali gitarist i pjevač David Byrne, bubnjar Chris Frantz, i basistica Tina Weymouth, te su odlučili osnovati sastav. Došavši u New York City imali su sreću nastupiti kao predgrupa sastava The Ramones u CBGB-u. Dvije godine kasnije, sastavu se pridružuje Jerry Harrison na klavijaturama. 
1977. objavljuju svoj prvi album, Talking Heads: 77. Album se loše prodavao. Sljedeće godine izdaju album More Songs About Buildings and Food, koji je zvučao više kao pop, za razliku od prvog albuma koji je bio nadahnut punkom. Istovremeno započinju dugoročnu suradnju s glazbenim producentom Brianom Enom. Tek s ovim albumom postižu uspjeh na kojem je bila obrada Al Greenove pjesme "Take me to the River". Na ovom albumu su eksperimentirali i s drugim glazbenim stilovima.
Eksperimentiranje se nastavlja i na sljedećem albumu, Fear of Music. Na njemu su se mogli čuti i afrički zvuci. Najpoznatija pjesma s ovog albuma bila je "Life During Wartime". 
Sljedeći album izlazi 1980., Remain in Light. I na ovom albumu su prisutni afrički zvuci kojima se sastav koristio na prethodnom albumu. Oba albuma, bez obzira na eksperimentiranje, ostala su vjerna punk zvucima.
1983. sastav postaje poznat u Americi s albumom, Speaking in Tongues, i pjesmom "Burning Down the House". Stilski napravljen video, pomogao je ovoj pjesmi da se visoko uspne na glazbenim ljestvicama. Raskidaju kontakte sa svojim producentom, što se moglo osjetiti u malo tvrđoj pop glazbi. Poslije slijede još dva studijska albuma. Byrne sve više i više određuje smjernice unutar sastava, što je dovodilo do nesuglasica. Sastav se definitivno razilazi 1991. 

Posljednji put skupa nastupaju 2002. kada su izabrani u Rock and Roll Hall of Fame.

## Diskografija, albumi
- Talking Heads: 77 (1977.)
- More Songs About Buildings and Food (1978.)
- Fear of Music (1979.)
- Remain in Light (1980.)
- The Name of This Band Is Talking Heads (1982.) live!
- Speaking in Tongues (1983.)
- Stop Making Sense (1984.)
- Little Creatures (1985.)
- Sounds from True Stories (1986.) (soundtrack)
- True Stories (1986.)
- Naked (1988.)
- Sand in the Vaseline: The Best of Talking Heads (1992.)
- Popular Favorites 1976-1992: Sand in the Vaseline (1992.)
- The Best of Talking Heads: Once in a Lifetime (1992.)
- 12 X 12 Original Remixes (1999.)
- The Best Of Talking Heads (2004.)
- Same as It Ever Was (2009.)

## Vanjske poveznice
- Talking Heads na Allmusic.com
- Talking Heads - Službena stranica  Arhivirana inačica izvorne stranice od 27. travnja 2006. (Wayback Machine)
- Rolling Stone: 100 Greatest Artists